# Ditropinotella ciron
Ditropinotella ciron är en stekelart som först beskrevs av Walker 1839.  Ditropinotella ciron ingår i släktet Ditropinotella och familjen puppglanssteklar. Inga underarter finns listade i Catalogue of Life.